# Calathea stenostachys
Calathea stenostachys är en strimbladsväxtart som beskrevs av Henry Hurd Rusby. Calathea stenostachys ingår i släktet Calathea och familjen strimbladsväxter. Inga underarter finns listade.